# Column address strobe
Pour les articles homonymes, voir CAS.
Le column address strobe (CAS, temps d'accès à une colonne) est un délai d'accès dans les étapes de la synchronisation de la mémoire vive d'un ordinateur.
C'est un paramètre de la mémoire vive RAM. Il est composé de quatre informations et est noté par exemple, Cas 2.5 (2.5-8-4-4) ou bien Cas 5 (5-5-5-12).
La synchronisation de la mémoire (timing en anglais) est une succession de cycles d'horloge nécessaires pour accéder à une donnée stockée en mémoire vive. Ainsi plus les valeurs du CAS sont basses, meilleure est la mémoire.
Les quatre nombres entre parenthèses correspondent dans l'ordre aux valeurs suivantes :
CAS delayou CAS latency, CAS signifiant column address strobe, il s'agit du nombre de cycles d'horloge s'écoulant entre l'envoi de la commande de lecture et l'arrivée effective de la donnée. Autrement dit, il s'agit du temps d'accès à une colonne.
RAS precharge timenoté tRP, RAS signifiant row address strobe, il s'agit du nombre de cycles d'horloge entre deux instructions RAS, c'est-à-dire entre deux accès à une ligne.
RAS to CAS delaynoté parfois tRCD, il s'agit du nombre de cycles d'horloge correspondant au temps d'accès d'une ligne à une colonne.
RAS active timenoté parfois tRAS, il s'agit du nombre de cycles d'horloge correspondant au temps d'accès à une ligne.